# Sezulfe
Sezulfe is een plaats (freguesia) in de Portugese gemeente Macedo de Cavaleiros en telt 184 inwoners (2001).